# Albert Ibáñez i Ruiz
Albert Ibáñez i Ruiz (Sant Boi de Llobregat, Baix Llobregat, 1959 - Hidden Peak, Pakistan, 1990) fou un alpinista i militant independentista català, conegut com a Patufet o l'avi.
Estudià als Salesians de Sant Boi i es llicencià en geografia i història (especialitat d'història medieval) a la Universitat de Barcelona. Va formar part de l'equip que va dur a terme les excavacions arqueològiques a les termes romanes de Sant Boi de Llobregat. Alhora, a finals de la dècada de 1970 va ingressar al PSAN-P i el 1979 a Independentistes dels Països Catalans; també participà en la Marxa de la Llibertat, treballà activament als Consells Populars de Cultura Catalana i participà en la fundació dels Comitès de Solidaritat amb els Patriotes Catalans (CSPC) al Baix Llobregat. Compaginava aquestes activitats amb la pràctica del rugbi (jugà a la Unió Esportiva Santboiana) i l'alpinisme (fou membre del Centre Excursionista de Catalunya i del Centre Excursionista de Sant Boi).
Durant la dècada del 1980 va militar al Moviment de Defensa de la Terra. Juntament amb Jaume Fernàndez i Calvet, Montserrat Tarragó i Domènech i Carles Sastre i Benlliure fou detingut i acusat de pertànyer a Terra Lliure, concretament d'haver atacat la delegació d'Hisenda de Barcelona el 10 de setembre de 1981 amb un explosiu de 300 grams de goma-2, sent absolt el 1986.
Posteriorment fou membre del secretariat nacional dels CSPC, monitor de l'Escola Catalana d'Alta Muntanya i guarda de refugi a la Vall Ferrera (Alins, Pallars Sobirà), on va establir la seva residència. L'activitat alpinista el va dur a viure llargues temporades a la muntanya preparant expedicions alpines. També col·laborà com a redactor comarcal i corresponsal a les Terres de Ponent del periòdic Lo Raier. Va desaparèixer el 19 d'agost de 1990 amb Josep Grañó quan intentava fer el cim del Hidden Peak amb altres alpinistes catalans de l'Expedició Olesa-Hidden Peak'90 amb el Centre Muntanyenc i de Recerques Olesà. El 12 de maig de 1991 es va construir un monòlit en la memòria de Josep Grañó i l'Albert Ibañez al coll de les Espases (Olesa de Montserrat).